# Pinterest
A Pinterest egy amerikai közösségi képmegosztó weboldal. A szolgáltatás lehetővé teszi, hogy a regisztrált felhasználók témák szerint rendezetten fényképeket osszanak meg egymással. Az oldal önmeghatározása (angolul mission statement) szerint arra való, hogy összekösse a világot azon képek által, melyeket a felhasználók fontosnak tartanak. A Pinterestet a Cold Brew Labs, egy Palo Altóban lévő 16 fős csapat üzemelteti.
A Pinterestnek havi 12 millió látogatója van. Kimondottan népszerű a nők körében. A pineket (lásd alább) 97 százalékban nők osztják. A Pinterest felhasználói elköteleződése 2-300%-kal erősebb, mint a Twitter volt ebben a korában. A pinek 80%-a re-pin, azaz megosztás.

## Története
A Pinterestet 2009 decemberében kezdték programozni, és az oldal 2010 márciusában indult el zárt béta verzióban. A rendszerbe csak meghívóval lehetett bekerülni, amit igénylés útján kaphatott az érdeklődő. Erre akár fél órát is várni kellett.
2011. augusztus 16-án a Time magazin szerint Pinterest rajta volt az „2011 50 legjobb weboldala” listán. A Pinterest hasonlít a korábbi közösségi könyvjelző szolgáltatásra (bookmarking), David Galbraith 2005-ös Wists projektjére.
A cégnek van mobil weboldala is.
2011 decemberében Hitwise adatai szerint a heti 11 millió látogatással bejutott a top 10 közösség oldal közé. 2012 januárjában több forgalmat generált a kereskedőknek, mint a LinkedIn, a YouTube és a Google+ együtt. Szintén 2012 januárjában a TechCrunch 2011 legjobb új start-upjának nevezte.
A Pinterest mögött álló vállalkozók és befektetők között a következőket találjuk: Jack Abraham, Michael Birch, Scott Belsky, Brian S. Cohen, Shana Fisher, Kevin Hartz, Jeremy Stoppelman, Hank Vigil és Fritz Lanman.
2012 januárjában elérte a 11,7 milliós egyedi felhasználói számot egy hónap alatt, ami a történelem leggyorsabb növekedése. A Pinterest közismertségének hála 2011 decembere óta 11 millió látogatása van havonta. 2012 februárja óta az Egyesült Államok hadseregének 332 pinje (gombostű) van.

## Használata
Ahhoz, hogy egy oldalt fel lehessen tűzni (pin) az üzenőfalra (pinboard), az oldalon minimum egy 120×120px-es képnek kell lennie.